# Eberhard Wolfgang Möller
 (avril 2023).
Si vous disposez d'ouvrages ou d'articles de référence ou si vous connaissez des sites web de qualité traitant du thème abordé ici, merci de compléter l'article en donnant les références utiles à sa vérifiabilité et en les liant à la section « Notes et références ».
Pour les articles homonymes, voir Möller.
Eberhard Wolfgang Möller (né le 6 janvier 1906 à Berlin, mort le 1er janvier 1972 à Bietigheim) est un écrivain allemand. Auteur très connu pendant le Troisième Reich, il est référent au département de théâtre du Ministère de l'Éducation du peuple et de la Propagande du Reich.

## Biographie
Fils d'un sculpteur, Möller étudie la philosophie, l'histoire, la littérature, le théâtre et la musique à Berlin. À 17 ans, il écrit sa première pièce. Dès le début, dans son œuvre littéraire, il fait référence au néoclassique Paul Ernst, qu'il avait rencontré enfant dans la maison de ses parents. Dans ses pièces, Möller combine ses idées de grand art bourgeois et d'une communauté nationale soutenue spirituellement avec les moyens des pièces contemporaines d'avant-garde des années 1920 et la théorie de Bertolt Brecht.
Möller a son premier grand succès théâtral en 1929 avec le drame expressionniste de la fin de la Première Guerre mondiale Douaumont oder Die Heimkehr des Soldaten Odysseus. Dans la pièce, il utilise les derniers moyens théâtraux : dans le dernier acte, l'acteur principal déchire un écran de cinéma montrant un film de guerre et offre à la place son corps comme surface de projection pour les scènes de bataille. Dans Panamaskandal (1930), Möller dénonce la République de Weimar en décrivant un « système juif » de corruption et d'abus de pouvoir politique et souligne la nécessité d'un renouveau national.
Il prend part au putsch de la Brasserie à la tête d'une section de jeunesse thuringienne. Membre de la SA depuis 1930, Möller rejoint le NSDAP le 1er mars 1932.
D'un côté Möller s'extasie sur « l'esprit idéaliste » dans ses écrits, d'un autre il est pragmatique dans sa planification de carrière. Les traits de caractère les plus frappants de Möller sont la vanité et l'ambition.
Carrière pendant le Troisième Reich
Möller devient l'un des jeunes auteurs nazis les plus importants et travaille comme fonctionnaire culturel. En 1933, il devient dramaturge en chef au théâtre de Königsberg, à partir de 1934 référent théâtral au ministère de la Propagande, sénateur du Reich pour la culture en 1935 et Reichsjugendführer des Jeunesses hitlériennes. Avec Rothschild siegt bei Waterloo, Möller écrit une comédie antisémite en 1934, qui s'abstient habilement de toute propagande ouverte et devient son plus grand succès scénique. En 1936, il est chargé par Goebbels d'écrire une pièce Frankenburger Würfelspiel, créée dans le programme d'accompagnement des Jeux olympiques d'été de 1936 à Berlin et basée sur l'événement du même nom de la guerre des paysans en Haute-Autriche. Elle est donnée sur la Dietrich-Eckart-Bühne, scène qui vient d'être construite, et le point culminant et la pièce modèle du mouvement nazi Thingspiel. Goebbels l'utilise pour deux longs métrages antisémites : sa pièce Rothschild est l'un des modèles du film Les Rothschilds. Möller est également l'auteur principal du scénario du film Le Juif Süss. Dans une interview en septembre 1939, Möller déclare que le film montre « que le Juif est une personne complètement différente de nous et qu'il n'a pas le contrôle moral sur ses actions avec lequel nous sommes nés ».
Le Deutscher Nationalpreis für Buch und Film (également appelé prix Stefan George) lui est décerné pour l'année 1934-1935. Il est remis par Joseph Goebbels, qui loue Möller.
En 1938, le drame de Möller Der Untergang Karthagos est retiré du programme à l'instigation de l'idéologue en chef du NSDAP Alfred Rosenberg, certains membres du parti estiment qu'il est une insulte. À Noël 1938, à la demande du Reichsjugendführer Baldur von Schirach, Möller écrit le livre Der Führer , dans lequel il compare Adolf Hitler à Martin Luther et lui attribue des capacités divines. Le livre, dont un demi-million d'exemplaires sont déjà imprimés, rencontre une réticence au sein du NSDAP en raison de son ton « paléochrétien » et de la « ringardise de la grande lutte » et est retiré de la distribution. Möller est un objet dans la bataille politico-culturelle entre Rosenberg et Goebbels/Schirach.
Möller échappe à la pression en se portant volontaire comme correspondant de guerre pour la division SS Panzer Wiking à l'hiver 1939-1940 et se considère comme un « artiste pur » apolitique qui, en tant qu'esthète, se tient bien au-dessus de la vie quotidienne de l'État nazi. Bien que les attaques internes du parti contre lui ne se soient pas calmées, il continue à publier sans entrave dans le magazine SS Das Schwarze Korps et dans le magazine de la jeunesse hitlérienne Wille und Macht. Son poème Der Tote publié en juin 1941 est accusé de profanation et de moquerie du soldat tombé au front[pas clair]. La même année, on dit son livre Die Maske des Krieges insipide. Möller, entre-temps Oberscharführer, suit une séance préparatoire à la Waffen-SS.
Après la Seconde Guerre mondiale
Après la fin de la Seconde Guerre mondiale et du Troisième Reich, Möller est interné en tant que membre d'une organisation criminelle. La procédure de dénazification à son encontre se solde par un classement dans le groupe 5 des "exonérés". Libéré en 1948, Möller poursuit son œuvre littéraire, il n'estime pas nécessaire de revenir sur son œuvre pendant le Troisième Reich. Il ne change pas d'idéologie, préférant l'aristocratie à la démocratie. À partir de 1955, il participe à nouveau aux rassemblements de poètes de Lippoldsberg fondés par Hans Grimm en 1934.
Ses pièces ne pouvant plus être jouées après 1945, Möller apparaît pour la première fois en public avec trois romans historiques à première vue anodins : Die Frauen von Ragusa (1952), dans lequel est esquissée l'image idéale d'une république aristocratique, Die Geliebte des Herrn Beaujou (1954) et une nouvelle édition révisée du livre Das Schloß in Ungarn (1953), paru déjà en 1935, expurgé des insultes antisémites de la première édition. En 1963 paraît le roman Chicago, dans lequel la description de la famille juive des spéculateurs est mêlée à une critique du capitalisme, prenant l'exemple de la bourse et des abattoirs.
Möller semble avoir renoncé à toute forme d'adaptation à la scène culturelle de la République fédérale d'Allemagne. À partir du milieu des années 1960, ses textes littéraires deviennent ouvertement néonazis. Le roman Doppelkopf, que Möller publie en 1966 sous le pseudonyme d'Anatol Textor, parle de sœurs jumelles aux Pays-Bas à l'époque de l'occupation allemande : Dans une réévaluation de la réalité, les Allemands sont persécutés dans certaines scènes, une terrifiante unité spéciale de la police néerlandaise apparaît dans des manteaux de cuir rappelant la Gestapo et transforme le héros et l'alter ego de Möller en un combattant de la résistance tragiquement défaillant. En 1971, au cours de la dernière année de vie de Möller, paraît son journal d'officier SS sur le front russe. Sa mort le soir du Nouvel An 1972 n'est mentionnée que dans des publications d'extrême droite.
Eberhard Wolfgang Möller est le père du journaliste Johann Michael Möller.

## Source, notes et références
- (de) Cet article est partiellement ou en totalité issu de l’article de Wikipédia en allemand intitulé « Eberhard Wolfgang Möller » (voir la liste des auteurs).

1. 1 2  (en) Theatre Under the Nazis, Manchester University Press, 2000, 356 p. (ISBN 9780719059919, lire en ligne)
2. ↑  « Informations de l'étranger », Le Figaro, vol. 104, no 135,‎ 15 mai 1929, p. 5 (lire en ligne)
3. ↑  Simonne Ratel, « Écrivains du IIIe Reich », Les Nouvelles littéraires, no 853,‎ 18 février 1939, p. 7 (lire en ligne)
4. ↑  C. Schneider, « Revue annuelle : La Poésie allemande », Revue Germanique, vol. 27, no 4,‎ octobre 1936, p. 392 (lire en ligne)
5. ↑  « Au théâtre olympique », Comœdia, vol. 80, no 8519,‎ <1936, p. 1 (lire en ligne)
6. ↑  Joseph Goebbels, Journal 1939-1942, Tallandier, 2009, 742 p. (ISBN 9791021015050, lire en ligne)